# كينتون هاربر
كينتون هاربر (بالإنجليزية: Kenton Harper)‏ هو ضابط أمريكي، ولد في 1801 في شامبرسبورغ في الولايات المتحدة، وتوفي في 25 ديسمبر 1867 في ستونتون في الولايات المتحدة.